# آقنييسكا هولاند

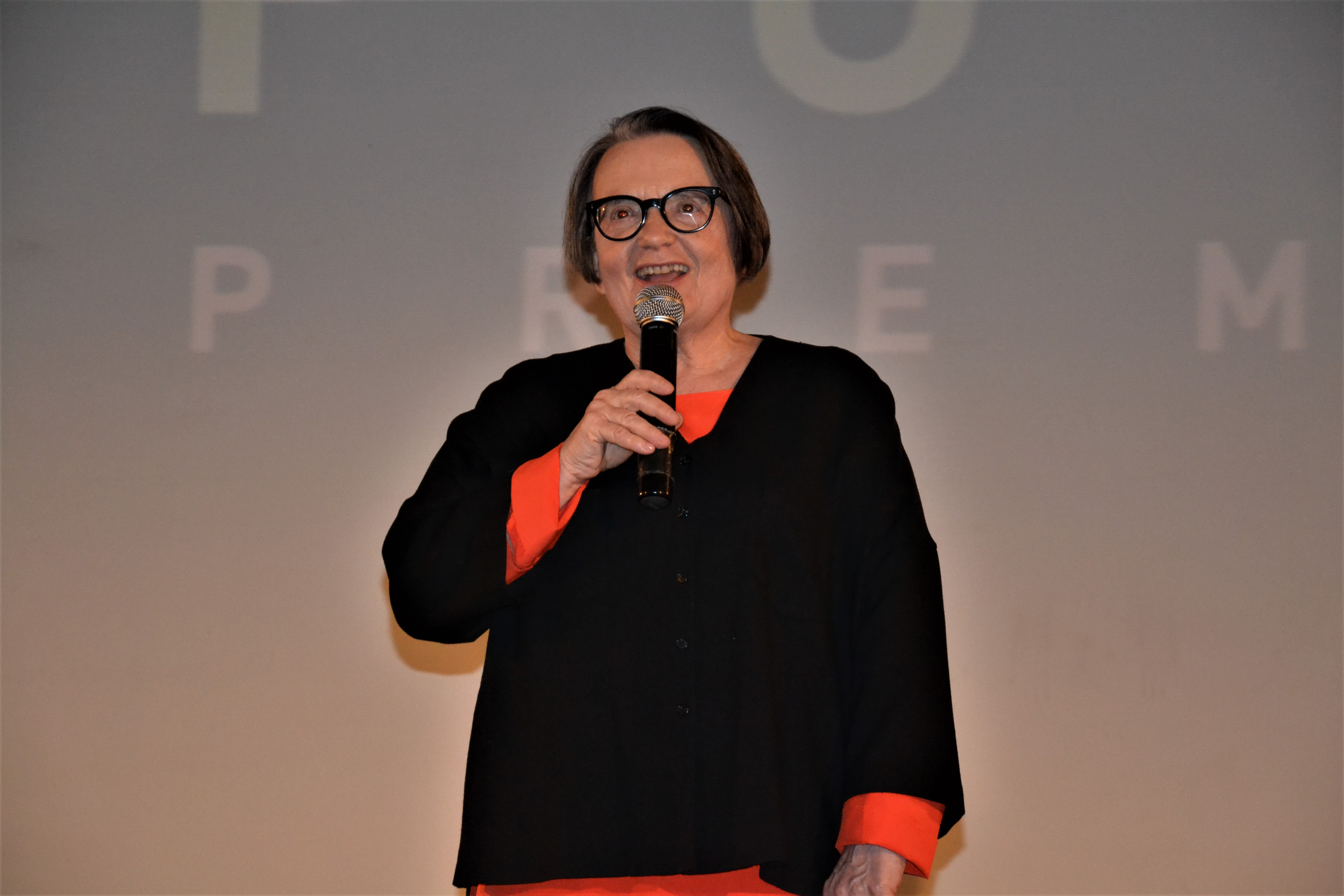
Agnieszka Holland

أنيسكا هولندا (بالبولندية: Agnieszka Holland)‏ (و. 1948 – م) هي مخرجة سينمائية، وكاتبة سيناريو من بولندا . ولدت في وارسو .

## التعليم
تعلمت في Academy of Performing Arts

## مناصب وهيئات
أدارت Brooklyn College.

## جوائز وترشيحات
حصلت على جوائز منها:
- Medal for Merit to Culture
- Commander with Star of the Order of Polonia Restituta.

ترشحت لـ:
- جائزة الأوسكار لأفضل كتابة، عن عمل:Europa Europa.

## روابط خارجية
- آغنييسكا هولاند على موقع IMDb (الإنجليزية)
- آغنييسكا هولاند على موقع مونزينجر (الألمانية)
- آغنييسكا هولاند على موقع قاعدة بيانات الأفلام العربية
- آغنييسكا هولاند على موقع ألو سيني (الفرنسية)
- آغنييسكا هولاند على موقع أول موفي (الإنجليزية)
- آغنييسكا هولاند على موقع قاعدة بيانات الأفلام السويدية (السويدية)
- آغنييسكا هولاند على موقع إن إن دي بي (الإنجليزية)
- آغنييسكا هولاند على موقع قاعدة بيانات الفيلم (الإنجليزية)
- آغنييسكا هولاند على موقع كينوبويسك (الروسية)